# Sorex samniticus
Sorex samniticus (мідиця апеннінська) — вид роду мідиця.

## Таксономія
Колись вважався підвидом, Sorex araneus samniticus, але в даний час більшість вчених погоджуються на точність таксономічні класифікації, що охоплює даний таксон як вид.

## Опис
Його розміри близько 8 дюймів у довжину, з яких трохи більше половини це хвіст; вага близько 7 грамів. Волосся коротке і товсті, сіро-коричневе. Писочок подовжений, конічний з численними вусами. Ноги покриті рідким сивим волоссям.

## Поведінка
Це одиночні тварини. Вони будують свої гнізда в отворах в землі, в ямах серед коріння, між каменями або в порожнистому гіллі рослин. Має головним чином комахоїдну дієту; харчується також жуками, черв'яками, личинками, павуками, равликами. При необхідності, однак, може також їсти фрукти, ягоди та жолуді. Щоб приховати їжу, як правило, копає тунелі (або, найчастіше, заволодіває норами інших дрібних тварин, відганяючи або вбиваючи власника).

## Життєвий цикл
Самиця, після трьох тижнів вагітності, народжує в середньому шість малят: малеча спочатку сліпа і мати піклується про неї до відлучення від молока, яке триває від тижня до двох тижнів поки очі відкриються. При відлученні, у дитини є набір зубів, який буде триматися протягом усього життя: зуби, судячи стан зносу, це дуже корисний елемент, щоб визначити приблизний вік кожної тварини. Літні тварини (старше року) мають зуби іноді так зношені, що тварина часто не в змозі з'їсти достатньо їжі і помирає від голоду.

## Поширення
Ендемік Італії. Записаний в Апеннінах на висотах від 300 м до 1160 м, але точний діапазон поширення мало відомий. Живе в деревно-чагарникових місцях проживання але уникає лісових районів. Знайдений поблизу річок, на болотах, в живоплотах.

## Загрози та охорона
Пестициди і руйнування середовища проживання (за рахунок сільського господарства і урбанізації) вважаються основними загрозами. Включений до Додатка III Бернської конвенції. Мешкає в багатьох природоохоронних територіях.